# Serbannes
 Serbannes  es una población y comuna francesa, situada en la región de Auvernia, departamento de Allier, en el distrito de Vichy y cantón de Escurolles.

## Demografía
| 554 | 527 | 536 | 650 | 757 | 689 |
| Para los censos de 1962 a 1999 la población legal corresponde a la población sin duplicidades (Fuente: INSEE [Consultar]) |     |     |     |     |     |